# 키로보체페츠크

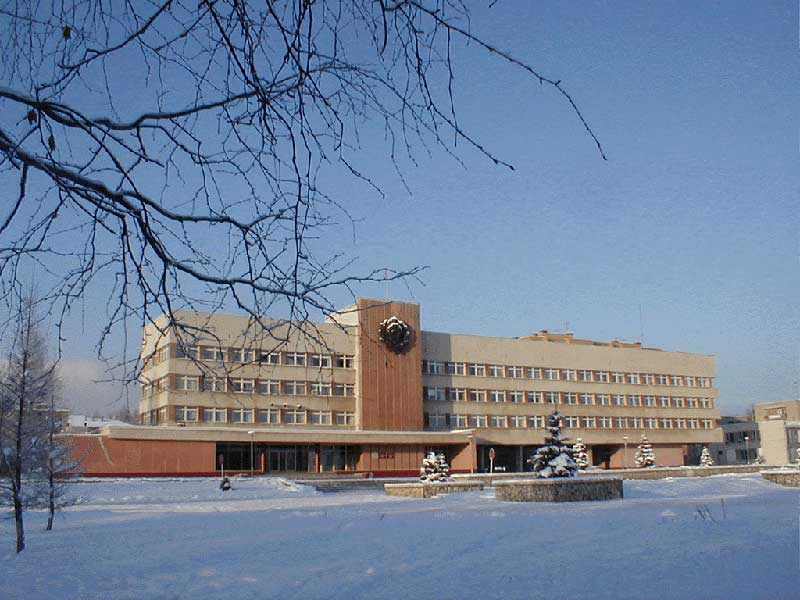

키로보체페츠크(러시아어: Кирово-Чепецк)는 키로프 주 키로보체페츠크 군의 중심지이다.
이름은 체프차 강과 뱌트카 강이 이곳을 함께 통과해서 흐른다는데서 유래되었다. 키로프에서 남쪽으로 22km지점에 위치해 있다.
1935년에 신설된 도시이고, 1955년에 도시로 등록되었다.